# Physegenua obscuripennis
Physegenua obscuripennis är en tvåvingeart som först beskrevs av Jacques-Marie-Frangile Bigot 1857.  Physegenua obscuripennis ingår i släktet Physegenua och familjen lövflugor.
Artens utbredningsområde är Kuba. Inga underarter finns listade i Catalogue of Life.